# Olympique Grande-Synthe
L'Olympique Grande-Synthe, aussi connu sous le nom OGS ou simplement Grande-Synthe, est un club de football fondé en 1963 à Grande-Synthe, dans le département du Nord. Il évolue actuellement en Régionale 1 (sixième niveau).

## Historique
Le club est la section football d'un club omnisport.
Au début des années 1980, le club revendique déjà près de 350 licenciés
En 2003-2004, le club participe au CFA 2 pour la première fois, mais retombe directement en Division d'Honneur.
Le club atteint les seizièmes de finale de la coupe de France de football en 2009 contre un club de Ligue 1 : le Grenoble Foot 38.
En 2013-2014, l'équipe se classe 7e du groupe A de CFA 2. C'est sur son terrain qu'au terme d'un match riche en buts (4-5), l'Arras Football Association gagne sa promotion en CFA.
En 2017, le club enregistre des grosses pertes d'argent malgré le prix élevé des licences. De plus, pour pouvoir se procurer un survêtement du club, les jeunes joueurs (U6 jusque U18) devaient vendre 10 calendriers à 3€ l'unité. Les dépenses inutiles de L'OGS sont alors pointées du doigt. Cette mesure prit fin en 2019-2020.
C'est Martial Beyaert, adjoint au sport, qui débloquera une aide financière de 80 000€ au club pour qu'il puisse survivre.
En 2018, alors que le voisin et rival du club, l'ASAGS Football a des déboires financiers et administratifs (l'ASAGS ne sera pas aidée par la Mairie de Grande-Synthe puisqu'il s'agit d'une association), l'OGS en profite pour s'allier avec la section féminine junior de l'ASAGS.
En effet, chaque année les deux clubs se disputent pour récupérer le label féminin. Ce dernier récompense le club de football qui s'investit le plus pour ses sections sportives féminines: et à la clé une petite somme d'argent. Ce label était toujours remporté par l'ASAGS. L'OGS vit donc une bonne occasion de récupérer le label et l'argent allant avec.

## Entraîneurs
- 1996-1997 :  Alexandre Stassievitch
- 2013-2014 :  Jérôme Erceau

## Joueurs emblématiques
- Geoffrey Dernis

## Palmarès
- Champion DH Nord Pas-de-Calais: 2010

## Navigation